# Марија Меденица
Марија Меденица (Београд, 23. јул 1981) српска је глумица.

## Биографија
Рођена је у Београду и у том граду студирала је у групи Српска књижевност и језик на Филолошком факултету. Била је у ужем избору на пријемном испиту 2002. за класу Владимира Јевтовића на Факултету драмских уметности, где је конкурисала и следеће године код Драгана Петровића Пелета.
Завршила је Академију уметности у Новом Саду коју је уписала 2003. године у класи Бориса Исаковића. С њом су студирали Марко Јанкетић, Анђелка Стевић Жугић, Стефан Трифуновић, Златко Ракоњац, Марко Савић, Марија Радованов, Милица Живановић, Миња Пековић и Тијана Караичић Радоичић.
Докторирала је на истом факултету монодрамом Неодустајање за коју је награђена на фестивалу „Бе:фемон” у Бечеју. Добитница је већег броја признања за позоришна остварења.
Водила је Драмски студио „Ћоше” у Обреновцу током 15 година, почевши од 2006, где се бавила педагошким радом и режијом. Од 2008. је ангажована у Српском народном позоришту.

## Каријера
Марија Меденица се у првих петнаест година своје каријере етаблирала превасходно као позоришна глумица. Током студија је играла у Академском позоришту „Промена” и награђена с ансамблом представе Коса на фестивалима у Словачкој и Пољској. Играла је у представи Сећања на Камерној сцени Српског народног позоришта, као и у пројекту Театра Иза Индијац хоће у Бронкс. Радила је на представи Осећај браде, редитеља Дејана Мијача. Потписала је режију представе Клинч и у њој играла улогу Девојке.
Прву велику улогу на репертоару Српског народног позоришта добила је у представи Ја или неко други, за коју је вишеструко награђена. Током 2008. године остварила је премијере представа Годо на усијаном лименом крову и Је ли било кнежеве вечере?. Исте године је добила стални ангажман у ансамблу СНП-а. У децембру месецу заиграла је и у представи Свет, Крушевачког позоришта, у чијој је подели тумачила лик Јелкице. Наредне, 2009. године, добила је улогу у подели комада Као да, чија је премијера одржана 9. јуна, у склопу позоришне манифестације која се одвијала на траси некадашњег „Оријент експреса.” Крајем новембра је премијерно наступила и у представи Насртаји на њен живот.
Током 2010. остварила се као Џулија у представи Тајни дневник Вирџиније Вулф, Милена у Барбело, о псима и деци те Ружица у комедији Ујеж. У априлу 2011. одржана је премијера представе Зојкин стан, у којој је Меденици припала улога Шваље. Потом је оживела лик дечака Невена у Урнебесној трагедији, која се у СНП-у изводила наредних седам година, а укупно је одиграна 55 пута. У новембру је изведена премијера представе Сеобе у режији Виде Огњеновић, по истоименом роману Милоша Црњанског. За њу је био ангажован читав ансамбл Српског народног позоришта, али и гостујући глумци Небојша Дугалић, Бранислав Лечић и Исидора Минић. У марту 2012. у СНП-у је изведено дело Најављено убиство, по текстуалном предлошку Агате Кристи, у чијој је премијерној подели била и Марија Меденица. Три године касније, њој је припала насловна улога у престави Ивона, бургундска кнегиња. Редитељ Никола Завишић поверио јој је лик Офелије у експерименталној поставци Хамлета, премијерно изведеној 2016. године. Исте године остварила је и премијере у представама На Дрини ћуприја и Развојни пут Боре Шнајдера. Андраш Урбан доделио јој је улогу у комаду Час анатомије, урађеној по мотивима прозе Данила Киша, чија је премијера била последњег дана фебруара 2017. Следеће године премијерно је тумачила улогу Кетлин у наслову Билборд, односно Елизабет Проктор у представи Вештице из Салема. Такође, током 2019. године остварена је сарадња Српског народног позоришта и Народног позоришта у Сомбору на представи Травничка хроника, а једна од улога додељена је Марији Меденици. У другој половини 2021. премијерно је заиграла у представама Живот се са мном много поиграо и Кафка машин, а у марту 2022. у представи Берлински зид. Те, 2022. године, извела је и монодраму Неодустајање. Наредне године добила је улогу у пројекту Јеванђеље по Ф. М. Достојевском, насталом по делима тог руског писца.

## Улоге

### Позоришне представе
| Наслов                          | Улога              | Редитељ                   | Позориште                     | Премијера           |
| ------------------------------- | ------------------ | ------------------------- | ----------------------------- | ------------------- |
| Кућиǃ                           | Сине               | Борис Исаковић            | Академско позориште „Промена” | 27. јун 2005.       |
| Сећања                          | Данка              | Весна Топалов             | Српско народно позориште      | 28. септембар 2005. |
| Ја или неко други               | Она                | Кокан Младеновић          | Српско народно позориште      | 23. март 2007.      |
| Годо на усијаном лименом крову  | Тамара             | Никола Завишић            | Српско народно позориште      | 14. март 2008.      |
| Је ли било кнежеве вечере?      | Госпођица Зеремски | Вида Огњеновић            | Српско народно позориште      | 8. октобар 2008.    |
| Свет                            | Јелкица            | Владимир Попадић          | Крушевачко позориште          | 10. децембар 2008.  |
| Као да                          | Чос                | Предраг Штрбац            | Српско народно позориште      | 9. јун 2009.        |
| Насртај на њен живот            | више улога         | Анђелка Николић           | Српско народно позориште      | 26. новембар 2009.  |
| Тајни дневник Вирџиније Вулф    | Џулија             | Милена Павловић Чучиловић | Српско народно позориште      | 6. фебруар 2010.    |
| Барбело, о псима и деци         | Милена             | Предраг Штрбац            | Српско народно позориште      | 30. април 2010.     |
| Ујеж                            | Ружица             | Радослав Миленковић       | Српско народно позориште      | 10. децембар 2010.  |
| Зојкин стан                     | Шваља              | Дејан Мијач               | Српско народно позориште      | 20. април 2011.     |
| Урнебесна трагедија             | Невен              | Маја Гргић                | Српско народно позориште      | 6. октобар 2011.    |
| Сеобе                           | Текла              | Вида Огњеновић            | Српско народно позориште      | 24. новембар 2011.  |
| Најављено убиство               | Хинчлиф            | Ксенија Крнајски          | Српско народно позориште      | 20. март 2012.      |
| Ивона, бургундска кнегиња       | Ивона Цопек        | Радослав Миленковић       | Српско народно позориште      | 23. март 2015.      |
| Хамлет                          | Офелија            | Никола Завишић            | Српско народно позориште      | 29. јануар 2016.    |
| На Дрини ћуприја                | више улога         | Кокан Младеновић          | Српско народно позориште      | 17. март 2016.      |
| Развојни пут Боре Шнајдера      | Гоца               | Предраг Штрбац            | Српско народно позориште      | 17. мај 2016.       |
| Час анатомије                   | више улога         | Андраш Урбан              | Српско народно позориште      | 28. фебруар 2017.   |
| Билборд                         | Кетлин             | Петар Јовановић           | Српско народно позориште      | 25. јануар 2018.    |
| Вештице из Салема               | Елизабет Проктор   | Никита Миливојевић        | Српско народно позориште      | 9. новембар 2018.   |
| Травничка хроника               | Госпођа Давил      | Никита Миливојевић        | Српско народно позориште      | 12. октобар 2019.   |
| Живот се са мном много поиграо  | Капо               | Дино Мустафић             | Српско народно позориште      | 13. октобар 2021.   |
| Кафка машин                     | Фрида              | Вељко Мићуновић           | Српско народно позориште      | 27. децембар 2021.  |
| Берлински зид                   | Дита / Марија      | Жељко Хубач               | Српско народно позориште      | 9. март 2022.       |
| Неодустајање                    |                    | Марија Меденица           | Српско народно позориште      | 26. април 2022.     |
| Јеванђеље по Ф. М. Достојевском |                    | Јернеј Лоренци            | Српско народно позориште      | 17. март 2023.      |

### Филмографија
| Год.       | Назив                  | Улога                 |
| ---------- | ---------------------- | --------------------- |
| 2005.      | Столица (кратки филм)  |                       |
| 2015.      | Панама                 | Продавачица у књижари |
| 2018—2022. | Плава птица (серија)   |                       |
| 2021.      | Голгетер (кратки филм) |                       |
| 2024.      | Видеотека              | Јасмина Купреш        |
| 2024.      | Лазарев пут            |                       |

## Награде и признања
| Година | Остварење                                                                                | Награда                                                                                               |
| ------ | ---------------------------------------------------------------------------------------- | --- |
| 2006.  | Кућиǃ                                                                                    | Grand Prix ансамблу представе на Фестивалу позоришних академија у Братислави                          |
| 2007.  | Кућиǃ                                                                                    | Специјална награда жирија ансамблу представе на Фестивалу позоришних академија уметности у Варшави    |
| 2007.  | Награда Мали принц за најбољег студента драмског департмана, академске 2006/2007. године | |
| 2007.  | Ја или неко други                                                                        | Награда из фонда „Дара Чаленић“ за најбољу младу глумицу на 52. Стеријином позорју                    |
| 2007.  | Ја или неко други                                                                        | Награда листа Дневник                                                                                 |
| 2007.  | Ја или неко други                                                                        | Награда за глумца вечери на фестивалу „Театар на добром путу“ у Шапцу                                 |
| 2008.  | Ја или неко други                                                                        | Награда за најбоље глумачко остварење на 58. Фестивалу професионалних позоришта Војводине у Зрењанину |
| 2008.  | Ја или неко други                                                                        | Награда за глумачко остварење на Јоакимфесту у Крагујевцу                                             |
| 2008.  | Ја или неко други                                                                        | Годишња награда Српског народног позоришта                                                            |
| 2009.  | Ја или неко други                                                                        | Награда Предраг Томановић                                                                             |
| 2009.  | Годо на усијаном лименом крову                                                           | Награда за најбољу женску улогу на првом Тврђава театру у Смедереву                                   |
| 2015.  | Суњиво лице                                                                              | Награда за најбољу режију и костиме на 58. „Мајским играма” у Бечеју                                  |
| 2016.  | Ивона, бургундска кнегиња                                                                | Награда Предраг Томановић                                                                             |
| 2016.  | Ивона, бургундска кнегиња                                                                | Годишња награда Српског народног позоришта                                                            |
| 2017.  | Шине                                                                                     | Друга награда за режију на фестивалу „ФАПОР” у Лесковцу                                               |
| 2018.  | Шине                                                                                     | Специјална награда за рад с глумцима на 61. „Мајским играма” у Бечеју                                 |
| 2018.  | Крофне, љубав и још понешто                                                              | Награда за најбољу режију на Академфесту у АКУД „Бранко Крсмановић”                                   |
| 2021.  | Травничка хроника                                                                        | Награда за најбољу епизодну улогу на 70. Фестивалу професионалних позоришта Војводине                 |
| 2022.  | Неодустајање                                                                             | Главна награда на 10. фестивалу монодраме Бе:фемон у Бечеју                                           |
| 2023.  | Неодустајање                                                                             | Посебна награда за успешне и квалитетне трансформације на 26. Art Trema Festu у Руми                  |

## Галерија
- Фотографије Српског народног позоришта
- Годо на усијаном лименом крову Бранка Димитријевића у режији Николе Завишића, Драма СНП-а, Нови Сад 2007/08; Марија Меденица, Игор Павловић, Ненад Пећинар
- Урнебесна трагедија Душана Ковачевића у режији Маје Гргић, Драма Српског народног позоришта, Нови Сад, 2011/12; Марија Меденица, Михаило Јанкетић
- Барбело, о псима и деци Биљане Србљановић у режији Предрага Штрпца; Драма СНП-а, Нови Сад, 2009/10; Небојша Савић, Марија Меденица
- Као да, написао Бранко Димитријевић, Драма СНП-а, Нови Сад, 2008/09; Марија Меденица, Небојша Савић
- Ја или неко други, драма Маје Пелевић у режији Кокана Младеновића, глумци: Борис Исаковић и Марија Меденица, СНП, Нови Сад, 2006/07.